# Каменки (Сергиево-Посадский район)
Ка́менки — деревня в Васильевском сельском поселении Сергиево-Посадского района Московской области. Расположена  на Московском большом кольце A108.

## История
В 1831 году на средства прихожан возведена каменная церковь Казанской иконы Божией Матери, ныне восстановленная.

## Население
| 1859 | 1905 | 2002 | 2006 | 2010 |
| ---- | ---- | ---- | ---- | ---- |
| 269  | ↘165 | ↗306 | ↗308 | ↘62  |